# Неравенство Швейцера
Неравенство Швейцера гласит следующее
| Для любых вещественных чисел {\displaystyle x_{1},x_{2},\ldots ,x_{n}}, принадлежащих отрезку {\displaystyle [m;M]\;}, где {\displaystyle M\geqslant m>0}, имеет место неравенство {\displaystyle \left(x_{1}+x_{2}+\cdots +x_{n}\right)\left({\frac {1}{x_{1}}}+{\frac {1}{x_{2}}}+\cdots +{\frac {1}{x_{n}}}\right)\leqslant {\frac {(m+M)^{2}}{4mM}}\cdot n^{2}.} Более того, если {\displaystyle \;n} нечётно, то {\displaystyle \left(x_{1}+x_{2}+\cdots +x_{n}\right)\left({\frac {1}{x_{1}}}+{\frac {1}{x_{2}}}+\cdots +{\frac {1}{x_{n}}}\right)\leqslant {\frac {(m+M)^{2}}{4mM}}\cdot n^{2}-{\frac {(m-M)^{2}}{4mM}}.} |

## История
Это неравенство было опубликовано в 1914 г. в статье венгерского математика Пала Швейцера (Pál Schweitzer), которого в некоторых публикациях путают с другим венгерским математиком, Миклошом Швейцером, родившимся в 1923 году. Имеется английский перевод этой статьи в приложении к работе. Поскольку до появления английского перевода со статьёй Швейцера мало кто был знаком, неравенство (вторую его часть) обычно связывают с именем Александру Йоана Лупаша, который доказал это неравенство почти на 60 лет позже Швейцера.

## Равносильные неравенства
- (В. Серпинский[5]) Для любых положительных чисел {\displaystyle x_{1},x_{2},\ldots ,x_{n}} верно

{\displaystyle \left(x_{1}+x_{2}+\ldots +x_{n}\right)\left({\frac {1}{x_{1}}}+{\frac {1}{x_{2}}}+\cdots +{\frac {1}{x_{n}}}\right)\leqslant \left({\frac {A}{G}}\right)^{n}n^{2},}
где через A и G обозначены соответственно среднее арифметическое и среднее геометрическое чисел {\displaystyle x_{1},x_{2},\ldots ,x_{n}}.

## Следствия
- (О. Шиша[6]) Для любых вещественных чисел {\displaystyle x_{1},x_{2},\ldots ,x_{n}}, принадлежащих отрезку {\displaystyle [m;M]}, где {\displaystyle 0<m\leqslant M}, верно неравенство:

{\displaystyle {\frac {x_{1}+x_{2}+\ldots +x_{n}}{n}}-{\frac {n}{{\frac {1}{x_{1}}}+{\frac {1}{x_{2}}}+\cdots +{\frac {1}{x_{n}}}}}\leq (M-m)^{2}.}
- (Z.-C. Hao). Вещественные числа {\displaystyle x_{1},x_{2},\ldots ,x_{n}} принадлежат отрезку {\displaystyle [m;M]}, где {\displaystyle 0<m\leqslant M}. При условии {\displaystyle 0<q\leqslant p<1} и {\displaystyle p+q=1} имеет место неравенство:

{\displaystyle \left(x_{1}+x_{2}+\ldots +x_{n}\right)^{p}\left({\frac {1}{x_{1}}}+{\frac {1}{x_{2}}}+\cdots +{\frac {1}{x_{n}}}\right)^{q}\leqslant {\frac {n(pM+qm)}{m^{q}M^{q}}}.}

## Обобщения
- Неравенство Канторовича[англ.]

## Источник
- А. Храбров. Неравенство Швейцера // В сб. Задачи Санкт-Петербургской олимпиады школьников по математике, 2005 год. Невский диалект, 2005. -- С. 89--96.. Архивировано 20 мая 2006 года.